# Ley de Clasificación de Rentas Generales y Particulares

## Descripción general
La Ley de Clasificación de Rentas Generales y Particulares, fue un decreto del 4 de agosto de 1824, en el marco de la Primera República Federal (1824-1835). En éste el Congreso Constituyente de 1823 repartió los ingresos fiscales entre las dos soberanías, que se habían establecido con el Acta Constitutiva de la Federación del 31 de enero de 1824, la federal y la de los estados. Con esto los ingresos por impuestos que habían estado en manos de la Real Hacienda durante la Colonia, se redistribuyeron entre la Hacienda Nacional y los erarios estatales.
La aplicación de esta ley en materia de oficinas federal en la capitales y en los estados se dio de manera paulatina entre agosto de 1824 y abril de 1826. Con esta reorganización, los estados se quedaron con la mayor parte de los ingresos y aunque fueron muy importantes los recursos con los que se quedó la federación, no fueron suficientes para cubrir con sus responsabilidades, por esta razón se creó un nuevo impuesto conocido como Contingente.

## Antecedentes

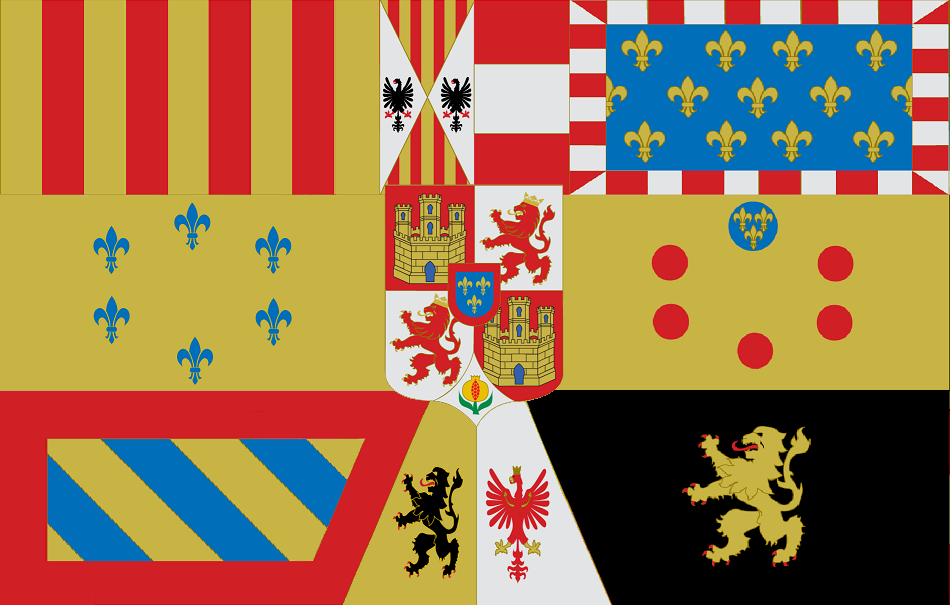
Estandarte real de España, Casa de Borbón (1761-1931)

Tras la consumación de la independencia, el que había sido el virreinato más próspero y productivo, estaba socialmente dividido y en bancarrota por el costo de las guerras españolas, por el efecto de las Reformas Borbónicas y de la lucha independentista .
| Reinado    | Años                  | Países              |
| ---------- | --------------------- | ------------------- |
| Carlos III | 1779-1783             | Inglaterra          |
| Carlos IV  | 1793-1796             | Convención francesa |
| Carlos IV  | 1797-1802 y 1804-1808 | Inglaterra          |

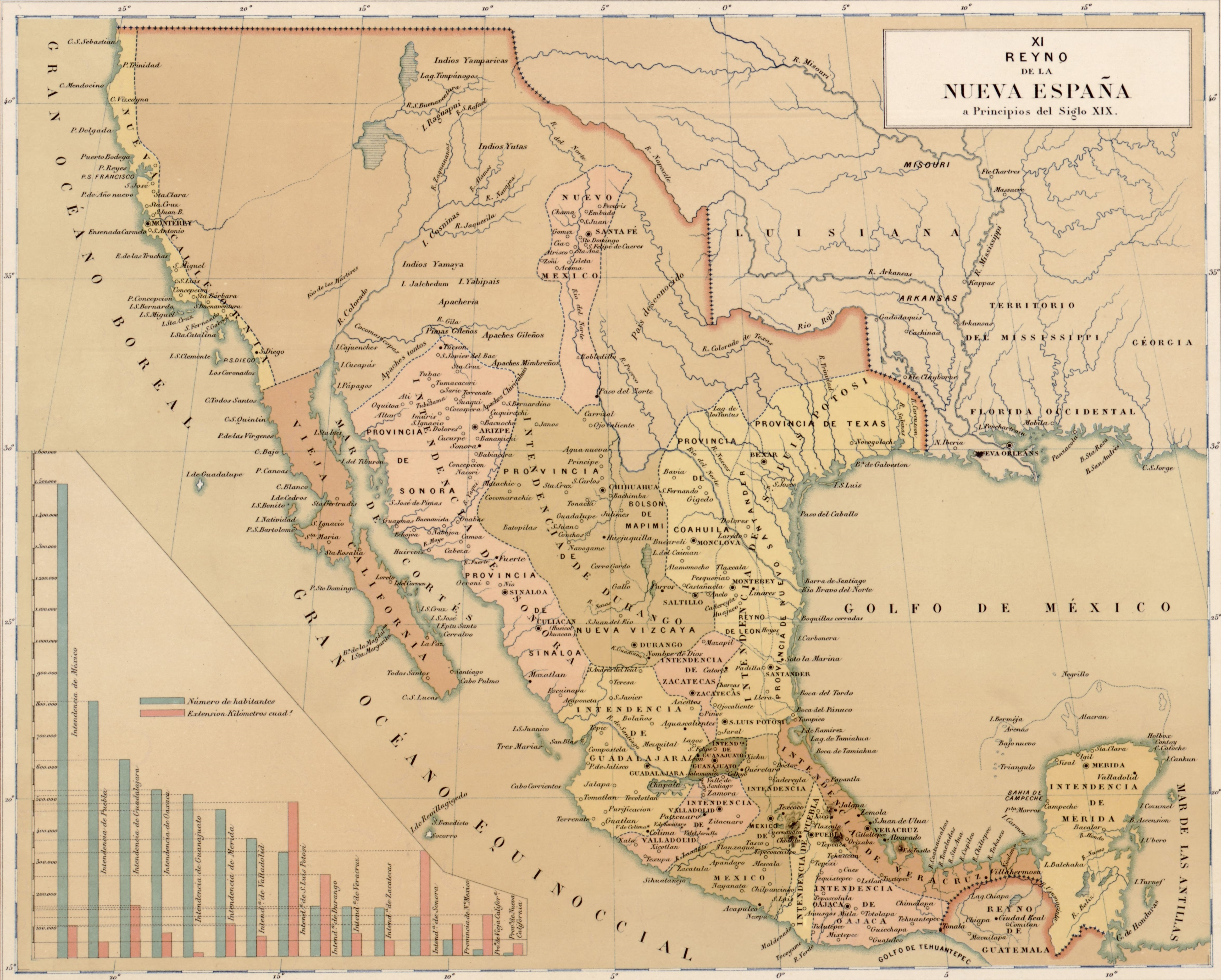
Nueva España en el siglo XIX

El nuevo estado tuvo que buscar reconocimiento internacional y defender sus fronteras de las ambiciones extranjeras, además de cubrir la deuda heredada de la Colonia y los nuevos compromisos adquiridos. Así, una de las prioridades para los primeros gobiernos independientes, fue la reorganización de la hacienda y la defensa nacional.
En este contexto surgieron distintos proyectos encaminados a esbozar una ley hacendaria acorde con las ideas de la economía política y de las demandas de autonomía política y fiscal a la que aspiraban las élites de cada estado. La dificultad consistió en definir la clase de impuestos, en buscar la manera de aplicarlos de un modo justo y en definir a quien correspondía cobrarlos y quienes debería pagarlos.
Las élites provinciales pretendían mantener el poder político y fiscal que ya desde 1821 era evidente, esto mediante la instauración de una república federal en la que cada estado se constituiría como una identidad independiente. Cada uno, así como la federación, estarían facultados para “administrar, usufructuar, eliminar y crear nuevos impuestos, así mismo para organizar sus respectivas burocracias fiscales y vigilar que las otras potestades no traspasaran sus respectivas jurisdicciones.”

### Congreso 1823
El 2 de febrero de 1823 el Plan de Casa Mata, reconoció la autoridad civil de las diputaciones y los ayuntamientos. Poco después, Agustín de Iturbide abdicó como emperador y el Congreso Constituyente, que se había reinstaurado el 7 de noviembre de 1823, redactó el Acta Constitutiva de la Federación aprobada el 31 de enero de 1824, en ésta se reorganizó el territorio reconociendo los estados que la constituían y agregando otros.
Con el Acta Constitutiva de la Federación el Congreso Constituyente optó por una soberanía compartida por el gobierno federal y los estados libres, esta elección también dio origen, unos meses después, a la Ley de Clasificación de Rentas Generales y Particulares que materializó esta soberanía compartida en el aspecto fiscal.  Esta ley resultó de la tarea del Congreso Constituyente de 1823 de esbozar y aprobar un reglamento fiscal que gozara de la aprobación general.
El nuevo Congreso de 1823 asumiendo la totalidad del poder, por temor a que se repitieran los conflictos experimentados con Iturbide y con la pretensión de mantener un equilibrio entre los distintos intereses, nombró un Supremo Poder Ejecutivo provisional estableció un triunvirato con dos insurgentes, Nicolás Bravo, Guadalupe Victoria, y un realista, Pedro Celestino Negrete.
El Congreso de 1823, se enfrentó a un panorama político fragmentado en sectores dominantes desde el fin de la independencia, el Congreso también se enfrentó al profundo debilitamiento del sistema fiscal sucedido en los años de guerra y los subsecuentes. Cada grupo dominante tenía proyectos propios y la falta de equilibrio entre los tres fue un punto crucial en la caída del primer imperio mexicano, que no logró conciliar los intereses de las oligarquías provinciales,  de los gremios mercantiles y del cuerpo militar, en aras de la unidad nacional.
Así, el nuevo Congreso partió de la premisa de que los estados no perdieran su autonomía reflejando el rechazo a los gobiernos centrales y los distintos intereses en juego. La premisa de la República Federal,que se plasma en el Acta Constitutiva de la Federación en febrero de 1824, evidenciaba un regionalismo favorecido desde la época de la colonia debido al establecimiento del Ayuntamiento como única forma de representación de la población, la venta de cargos municipales que dieron pie a la formación de oligarquías provinciales hereditarias y el sistema de Intendencias establecido por los Borbones en diciembre de 1786 que dio lugar a que cada provincia viese por sus propios intereses.

### Dictamen del 5 de marzo de 1824
El 5 de marzo de 1824 la comisión del sistema de hacienda presentó ante el pleno congreso su dictamen sobre el proyecto de clasificación de rentas. En éste se proponía que las rentas de importación y exportación debían ser de la federación debido a que los artículos importados se consumían en todos los estados y a que los derechos de dicho consumo provenían también de los estados. Además estos derechos eran útiles para regular el comercio y evitar conflictos de intereses entre los estados.
Por otra parte, con el consecuente decreto del 9 de febrero anterior, la comisión determinó que la administración de la renta del tabaco también pertenecía a los ramos de ingresos federales ya que garantizaban una fuente importante de recursos si se gravaba uniformemente en toda la república. En cuanto a las rentas salinas, la comisión señaló que todas las fuentes de sal localizadas en lagunas y terrenos pertenecían a la federación, mientras que las de las costas se podían arrendar o comisionar mediante una elevada contribución.
En el caso de los bienes nacionales, se estableció que fuera de algunas aduanas, los juzgados y las construcciones civiles, todos los inmuebles pasaban a manos de la federación (construcciones militares, tesorerías, aduanas marítimas y fronterizas, oficinas postales y recaudadoras de tabaco). Así el gobierno central conservaba todos los edificios que pertenecían a rentas federales y aquellos construidos con caudales de toda la nación o gran parte de ella.
La comisión señaló en este decreto que las rentas de los estados serían principalmente las alcabalas interiores, los derechos de oro y plata, las contribuciones directas, los novenos del diezmo, vacantes, anualidades, mesadas, medias anatas, pulques, gallos, lo que restaba de la venta del tabaco y el papel sellado. Y a la par, la comisión establecía que cada estado debería cuidar su propio sistema recaudatorio, pues solo así podrían hacer frente a sus necesidades particulares.
Para cubrir el déficit que implicaba la aplicación de esta distribución de rentas, la comisión propuso al congreso general la creación de un impuesto de internación que consistía en el cobro en los puertos al ingreso de todos los efectos extranjeros en lugar de alcabala al interior. Y la creación de un nuevo impuesto a cada estado, el contingente.  La distribución de cuotas era un proyecto transitorio, ya que su aplicación urgía a los gobiernos de los estados a que formaran sus estadísticas para poder repartir con mayor igualdad los contingentes.
La repartición de rentas entre la federación y los estados se decretó el 4 de agosto de 1824, difiere del dictamen de la comisión presentado el 5 de marzo, en el monto total en la asignación del contingente y en que añadió que las deudas antes contraídas y de las que el gobierno central había sido acreedor, pertenecerían a la federación.

## Contenido de la Ley de Clasificación de Rentas[4]
En la Ley de Clasificación de Rentas se repartieron los ramos de ingresos antes administrados por la Real Hacienda entre el Ministerio de Hacienda y cada uno de los erarios de los estados de la siguiente forma:
La federación se encargaría de recaudar:
- Derechos de importación y exportación
- Anclaje
- Buques
- Almirantazgo y de internación
- Monopolios de pólvora y sal
- Bienes nacionales y temporalidades
- Los novenos del diezmo
- Pago del contingente de los estados
- Producción y venta del tabaco en rama

Los estados se encargarían de recaudar:
- Alcabalas
- Derechos sobre oro y plata
- contribución personal (propuesta por los nuevos legisladores de la nueva comisión de Hacienda establecida por el Congreso Constituyente de 1823 “pensión personal, directa y proporcional en la que todo individuo de cualquier clase, sexo o edad que tenga renta, salario o industria personal, contribuirá al Estado anualmente con la utilidad o percepción que corresponde a tres días al año”
- 2/9 de los diezmos
- Impuestos sobre el pulque, pelea de gallos y venta de cigarros y puros.

### Transcripción de la ley[8]
Número 415. Decreto de 4 de agosto de 1824. Clasificación de rentas generales y particulares.
El soberano congreso general constituyente de los Estados Unidos Mexicanos, ha tenido ha bien decretar:
1.  Pertenecen a las rentas generales de la federación los derechos de importación y exportación establecidos o que se establecieron bajo cualquiera denominación en los puerto y fronteras de la república.
2.  El derecho de internación de 15 por 100 que se cobrará en los mismos puertos y fronteras sobre los precios del arancel aumentados en una cuarta parte, de los efectos extranjeros, que en consecuencia de este derecho quedarán libres de alcabala en su circulación interior.
3.  La renta de tabaco y pólvora.
4.  La alcabala que paga el tabaco en los países de su cosecha.
5.  La renta de correos.
6.  La de lotería.
7.  La de las salinas.
8.  La de los territorios de la federación.
9.  Los bienes nacionales, en los que se comprenden los de la inquisición y temporalidades, y cualesquiera otras fincas rústicas y urbanas que pertenecen o que pertenecieren en lo adelante a la hacienda pública.
10.  Quedan a disposición del gobierno de la federación los edificios, oficinas y terrenos anexos a éstas, que pertenecen o han pertenecido a las rentas generales, y los que se han expensado por dos o más de las que antes eran provincias.
11.  Las rentas que no están comprehendidas en los artículos anteriores pertenecen a los estados.
12.  Los créditos activos y pasivos de las rentas consignadas a los estados son del haber o cargo de las generales.
13.  En la península de Yucatán no se comprenderán en las rentas generales los derechos de exportación impuestos a efectos del país, ni se establecerá el derecho de internación.
14.  Se repartirá a los Estados de la federación la suma de 3.136.875 pesos que se calculan deben faltar para los gastos generales.
15.  La repartición se hará por ahora e interin haya datos que ministren la proporción debida, en los términos siguientes:
| Estado              | Cantidad  |
| México debe pagar   | 975.000   |
| Jalisco             | 365.625   |
| Puebla              | 328.125   |
| Oaxaca              | 272.500   |
| Guanajuato          | 218.750   |
| Michoacán           | 175.000   |
| Yucatán             | 156.250   |
| Zacatecas           | 140.625   |
| San Luis Potosí     | 101.250   |
| Veracruz            | 97.875    |
| Querétaro           | 78.750    |
| Durango             | 67.625    |
| Estado de Occidente | 53.125    |
| Tamaulipas          | 24.500    |
| Tlaxcala            | 21.875    |
| Tabasco             | 18.750    |
| Nuevo León          | 18.750    |
| Chihuahua           | 16.875    |
| Coahuila            | 15.625    |
| Suma                | 3.136.875 |

16.  Los estados entregaran cada mes o cada quince días, contados desde el en que recibieren sus rentas, la parte de contingente que corresponda al tiempo vencido, quedando al arbitrio del gobierno escoger cualquiera de los dos términos, y aun prolongarlos, cuando las circunstancias particulares de un estado lo requieran,
17.  En 1° del próximo septiembre se entregarán a los estados sus rentas y oficinas correspondientes, haciendo los cortes necesarios a la liquidación definitiva de cuentas.
18.  Cuando los estados presenten noticias exactas de su riqueza y población, se rectificará el reparto actual, abonando a unos lo que hubieren pagado de más, y cobrando a otros lo que hubieren enterado de menos.
19.  El gobierno tomará las medidas más conducentes a fin de que empiece a cobrar el derecho de internación con la prontitud posible,  y dispondrá las cosas de manera que entregadas las aduanas terrestres no queden sin pagar alcabala los efectos extranjeros que estuviesen en escala o en camino, haciendo se les cobre con la debida separación en las mismas aduanas.
20.  Los efectos nacionales no podrán pagar más que una alcabala en el estado de su consumo.
21.  En consecuencia, si se hubiere cobrado alcabala a un efecto nacional y después saliere para otro estado, se devolverá el derecho que se le ha exigido.
22.  Se bajará por el primer año la tercera parte del contingente con el que deben contribuir los estados.

### Contingente fiscal
El Contingente fue un impuesto fiscal creado durante este periodo con el fin de aumentar los ingresos de la federación. Éste gravó quincenalmente a los estados con base en su población, el producto de sus diezmos, su especialización sectorial y las consecuencias de la guerra de independencia sobre su territorio.
El Contingente, tuvo el fin de aumentar los ingresos de la Federación que había cedido a los estados importantes fuentes de ingresos con la Clasificación de Rentas.  Sin embargo, los ramos asignados a los estados no gozaban de suficiente salud financiera como para que estos pudiesen cubrir la cuota de Contingente y a la vez tuvieran una reserva para emergencias.
Durante la Primera República Federal, los estados cubrieron lo acordado por el Contingente solo el primer año, y después enviaron cantidades cada vez menores. Así, a pesar de los intentos, los ingresos federales siguieron cayendo, en parte por la falta de ingresos como parte del Contingente y en parte por razones meramente económicas como la contracción de la actividad productiva y comercial, las faltas en las aduanas, el contrabando, los ciclos recesivos del comercio internacional y la mala administración del estanco del tabaco.

## Alcance de la Ley de Clasificación de Rentas
En el periodo de 1824-1829, el Ministerio de Hacienda Nacional no pudo obtener suficientes recursos de los ramos que le fueron asignados al gobierno nacional con la Ley de Clasificación de Rentas. Además de no gozar de una soberanía fiscal, el gobierno federal no pudo ejercer un control sobre el extenso territorio nacional. Esto provocó recurrentes crisis fiscales y financieras y la necesidad de recurrir a la práctica colonial del préstamo forzoso.
Por otra parte, las administraciones estatales no cumplieron completamente con el contingente, ni por el concepto de tabaco en rama o las remesas de las cajetillas que habían recibido. El contrabando, la corrupción, los sistemas de tarifas y los ciclos recesivos del comercio internacional, mermaron los ingresos aduanales, y para 1829 ya eran evidentes las fallas de la repartición de ingresos establecida en 1824. La bancarrota federal intentó evitarse por medio de empréstitos extranjeros y los préstamos forzosos.